# 贝拉茨豪森
贝拉茨豪森（德語：Beratzhausen）是德国巴伐利亚州的一个市镇。总面积72.52平方公里，总人口5425人，其中男性2656人，女性2769人（2011年12月31日），人口密度75人/平方公里。